# Max Burkholder
Max Burkholder, född 1 november 1997 i Los Angeles, är en amerikansk skådespelare.
Spencer har bland annat medverkat i filmen The Purge. Han har även medverkat i TV-serierna Ted och Parenthood.

## Filmografi (i urval)
- 2010–2015 – Parenthood (TV-serie)
- 2013 – The Purge
- 2024 – Ted (TV-serie)